# باریک‌تنه‌داران
باریک‌تنه‌داران (نام علمی: Apocrita) نام یک زیرراسته از راسته پرده‌بالان می‌باشد، که شامل زنبور عسل، زنبور بی‌عسل و مورچه بوده و مرکب از خانواده‌های بسیاری است.